# Edward Hebern

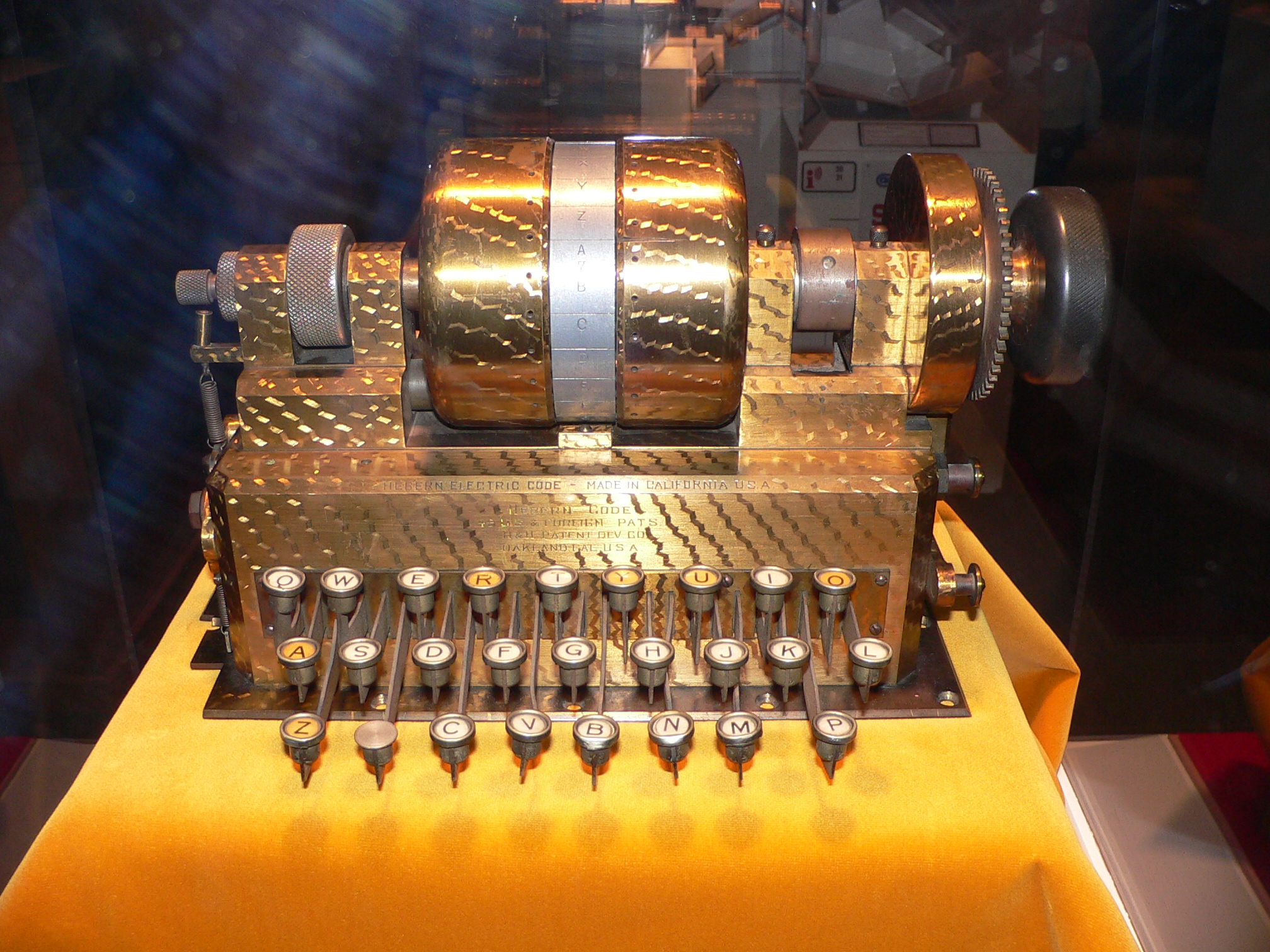
Maszyna szyfrująca Heberna.

Edward Hugh Hebern (ur. 23 kwietnia 1869, zm. 10 lutego 1952) – amerykański wynalazca nowoczesnej maszyny szyfrującej. Prawdopodobnie miało to miejsce w 1915 roku, zaś w roku 1919, wkrótce po trzech wynalazcach europejskich, którymi byli Artur Scherbius (Niemcy), Hugo Koch (Holandia) i A Damm – Szwecja, uzyskał na nią patent. Niedługo potem na rynek trafiła jego maszyna o nazwie Hebern Rotor Machine. Była ona mniej bezpieczna w użyciu niż sądził wynalazca, co potem wykazał William F. Friedman znajdując dla niej co najmniej jedną metodę skutecznego ataku kryptologicznego.